# SSU72
SSU72 (англ. SSU72 homolog, RNA polymerase II CTD phosphatase) – білок, який кодується однойменним геном, розташованим у людей на 1-й хромосомі. Довжина поліпептидного ланцюга білка становить 194 амінокислот, а молекулярна маса — 22 574.
| 10         |  | 20         |  | 30         |  | 40         |  | 50         |
| ---------- |  | ---------- |  | ---------- |  | ---------- |  | ---------- |
| MPSSPLRVAV |  | VCSSNQNRSM |  | EAHNILSKRG |  | FSVRSFGTGT |  | HVKLPGPAPD |
| KPNVYDFKTT |  | YDQMYNDLLR |  | KDKELYTQNG |  | ILHMLDRNKR |  | IKPRPERFQN |
| CKDLFDLILT |  | CEERVYDQVV |  | EDLNSREQET |  | CQPVHVVNVD |  | IQDNHEEATL |
| GAFLICELCQ |  | CIQHTEDMEN |  | EIDELLQEFE |  | EKSGRTFLHT |  | VCFY       |

A: Аланін

C: Цистеїн

D: Аспарагінова кислота

E: Глутамінова кислота

F: Фенілаланін

G: Гліцин

H: Гістидин

I: Ізолейцин

K: Лізин

L: Лейцин

M: Метіонін

N: Аспарагін

P: Пролін

Q: Глутамін

R: Аргінін

S: Серин

T: Треонін

V: Валін

Кодований геном білок за функціями належить до гідролаз, протеїн-фосфатаз. 
Задіяний у таких біологічних процесах, як процесинг мРНК, альтернативний сплайсинг. 
Локалізований у цитоплазмі, ядрі.